# ステージ33
ステージ33（英: Stage33）は、ユニバーサル・スタジオ・ジャパンのハリウッド・エリアにあるパーティーイベント会場である。

## 概要
常設ステージや音響、照明などのイベント設備を備えた会場である。通常は、団体・企業向けプログラム「ユニバーサル・パーティ ～ザ・サウンド～」が実施されているが、特別イベントの会場として使用されることもある。

## 公演内容
- 「スペース・ファンタジー・ザ・ライド」報道関係者向け説明会（2010年3月18日）[1]
- 「明石家さんまのMBSヤングタウン」公開録音（2018年8月28日）[2][3] - 「MBSヤングタウン」放送50周年を記念して開催。明石家さんま、村上ショージ、モーニング娘。'18の飯窪春菜、横山玲奈、森戸知沙希が出演し、同年9月1日に放送された。
- ハローキティのバースデー記念パーティ（2018年11月2日）[4][5] - 西日本旅客鉄道が運行していた「ハローキティ新幹線」とのコラボレーションイベントとして開催。
- みんなでSING！J:COMサマーパーティ（2019年8月21日）[6][7] - 「イルミネーション・シアター」協賛記念セレモニーとして開催。トレンディエンジェルがゲストとして登場。
- J:COM×ムービープラス 映画『ペット』スペシャルイベント（2019年12月22日）[8][9] - 映画『ペット』の「ムービープラス」CS初放送を記念し、J:COM加入者200名を招待。ゲストにりんごちゃんを迎えて開催。
- ユニバーサル・スタジオ・ジャパンｘコカ·コーラ リサイクルStudy Togetherイベント（2020年9月24日）[10][11] - 日本コカ・コーラとコカ・コーラボトラーズジャパンと協力し、「今の時代に適したペットボトルとの付き合い方」をテーマにしたリサイクル啓発イベントを実施。
- USJチャリティ・ディナーショー（2021年6月18日）[12] - 初のオンライン開催。
- 『ドラえもん XR ライド ～のび太と空の理想郷（ユートピア）～』オープニング・セレモニー（2023年2月22日）[13] - スペシャルゲストとしてNiziUを迎えて開催。
- ユニバーサル・スタジオ・ジャパン&三井住友カード 小中学生向け・金融教育ワークショップ（2023年3月18日） - 大阪府と連携し、子どもたちが「お金に関する知識」を正しく身につけることを目的として開催。
- チャリティ・ディナー・ショー「第15回 UNIVERSAL WONDER NIGHT」（2023年6月17日）[14] - 地域社会の発展と、支援を必要とする人々へのチャリティ支援を目的として開催。
- “NO LIMIT”ライブat ユニバーサル・スタジオ・ジャパン!（2023年6月30日）[15][16] - J:COM加入者400名を招待し、Little Glee Monsterが出演。
- 『ユニバーサル・クールジャパン2024』オープニング・セレモニー（2024年2月28日）[17][18] - 北島康介がスペシャルゲストとして登壇。
- チームビルディング・プログラム『ジュラシック・パーク ～ザ・シークレット・ミッション～』先行体験会（2024年5月14日）[19] - JTB社員が先行体験。
- チャリティ・ディナー・ショー『第16回 UNIVERSAL WONDER NIGHT』（2024年6月8日）[20] - 地域社会の発展と、支援を必要とする人々へのチャリティ支援を目的として開催。
- ユニバーサル・スタジオ・ジャパン&三井住友カード 小学生向け・金融教育ワークショップ（2024年10月14日）[21] - 大阪府の協力のもと、社会で生きる力として必要な金融リテラシーを学ぶ機会として開催。
- 『ユニバーサル・クールジャパン2025』 開幕セレモニー（2025年1月23日）[22][23] - 福士蒼汰が10周年スペシャルゲストとして登壇。
- 「TREASURE HUNTING」～あなたの才能を探す冒険に出かけよう～ 最終審査（2025年2月1日）[24][25] - 特別審査員としてトライストーン・エンタテイメント代表取締役社長の小栗旬、同社所属俳優の坂口健太郎、ソニー・ミュージックアーティスツ所属の森田望智らが参加。特別招待ゲスト約150名が見守る中で最終審査が行われた。